# Chalcidoptera appensalis
Chalcidoptera appensalis là một loài bướm đêm trong họ Crambidae.